# DAF 46
DAF 46 lanserades 1975 som en vidareutveckling av DAF 44.
Den lades ner 1977 då Volvo-ledningen inte ansåg det lönsamt att ha bilen kvar. DAF 46 hade DAF 66:s bakvagn och DAF 44:ans framvagn. Därav namnet. Motorn var den gamla luftkylda 2-cylindriga boxermotorn på 850cc från DAF 44. Planen vara att den skulle ersätta 44, men det blev under en tid så att båda modellerna såldes parallellt, samtidigt som DAF 66 bytte namn till Volvo. Förutom den moderniserade bakvagnen hade 46 mer ombonad interiör än 44. 
Modellen såldes i mycken liten skala, och var den absolut sista personbilsmodellen att bära DAF-emblem.